# Hylesia purpurex
Hylesia purpurex är en fjärilsart som beskrevs av Eugène Louis Bouvier 1930. Hylesia purpurex ingår i släktet Hylesia och familjen påfågelsspinnare. Inga underarter finns listade i Catalogue of Life.